# Георге Попеску
Георге Попеску (рум. Gheorghe Popescu; нар. 9 грудня 1967, Калафат) — румунський футболіст, захисник. Шестиразовий найкращий гравець Румунії.

## Клубна кар'єра
У дорослому футболі дебютував 1984 року виступами за «Університатю» (Крайова), в якій провів сім сезонів, взявши участь у 103 матчах чемпіонату.
Протягом 1988 року на правах оренди захищав кольори команди клубу «Стяуа», у складі якої став чемпіоном і володарем кубка Румунії.
Своєю грою за «Університатю» привернув увагу представників тренерського штабу ПСВ, до складу якого приєднався 1990 року. Відіграв за команду з Ейндговена наступні чотири сезони своєї ігрової кар'єри. Більшість часу, проведеного у складі ПСВ, був основним гравцем захисту команди. За цей час разом з командою став дворазовим чемпіоном Нідерландів, а також володарем суперкубка країни.
У 1994—1995 роках виступав за «Тоттенхем Готспур».
Згодом з 1995 по 1997 рік грав у складі «Барселони». Протягом цих років виборов титул володаря Суперкубка Іспанії, а також ставав володарем кубка Іспанії та Кубка Кубків УЄФА.
1997 року уклав контракт із «Галатасараєм», у складі якого провів наступні чотири роки своєї кар'єри гравця. Граючи у складі «Галатасарая» також здебільшого виходив на поле в основному складі команди. За цей час додав до переліку своїх трофеїв три титули чемпіона Туреччини, а також ставав володарем Кубка УЄФА та Суперкубка УЄФА.
Протягом 2001–2002 років захищав кольори клубів «Лечче» та «Динамо» (Бухарест).
Завершив професійну ігрову кар'єру у клубі «Ганновер 96», за команду якого виступав протягом 2003 року.

## Виступи за збірну
1988 року дебютував в офіційних матчах у складі національної збірної Румунії.
У складі збірної був учасником чемпіонату світу 1990 року в Італії, чемпіонату світу 1994 року у США, чемпіонату Європи 1996 року в Англії, чемпіонату світу 1998 року у Франції, чемпіонату Європи 2000 року у Бельгії та Нідерландах.
Протягом кар'єри у національній команді, яка тривала 16 років, провів у формі головної команди країни 115 матчів, забивши 16 голів.

## Титули і досягнення

### Командні
- Чемпіон Румунії (1):

«Стяуа»: 1987-88
- Володар Кубка Румунії (1):

«Стяуа»: 1987-88
- Чемпіон Нідерландів (2):

ПСВ: 1990-91, 1991-92
- Володар Суперкубка Нідерландів (1):

ПСВ:  1992
- Володар Суперкубка Іспанії з футболу (1):

«Барселона»: 1996
- Володар Кубка Іспанії з футболу (1):

«Барселона»: 1996-97
- Чемпіон Туреччини (3):

«Галатасарай»: 1997-98, 1998-99, 1999-00
- Володар Кубка Туреччини (2):

«Галатасарай»: 1998-99, 1999-00
- Володар Кубка Кубків УЄФА (1):

«Барселона»: 1996-97
- Володар Кубка УЄФА (1):

«Галатасарай»: 1999-00
- Володар Суперкубка УЄФА (1):

«Галатасарай»: 2000

### Особисті
- Футболіст року в Румунії: 1989, 1990, 1991, 1992, 1995, 1996